# Graswinterkoning
De graswinterkoning (Cistothorus platensis) is een zangvogel uit de familie Troglodytidae (winterkoningen).

## Verspreiding en leefgebied
Deze soort telt 17 ondersoorten:
- C. p. tinnulus: westelijk Mexico.
- C. p. potosinus: San Luis Potosí (centraal Mexico).
- C. p. jalapensis: centraal Veracruz (oostelijk Mexico).
- C. p. warneri: de laaglanden van Veracruz, Tabasco en Chiapas (zuidoostelijk Mexico).
- C. p. russelli: Belize.
- C. p. elegans: zuidelijk Mexico en Guatemala.
- C. p. graberi: zuidoostelijk Honduras en noordoostelijk Nicaragua.
- C. p. lucidus: Costa Rica en westelijk Panama.
- C. p. alticola: van noordelijk Colombia via Venezuela tot westelijk Guyana.
- C. p. aequatorialis: van het westelijke deel van Centraal-Colombia tot centraal Peru.
- C. p. graminicola: het zuidelijke deel van Centraal-Peru.
- C. p. minimus: van zuidelijk Peru tot zuidelijk Bolivia.
- C. p. polyglottus: zuidoostelijk Brazilië, Paraguay en noordoostelijk Argentinië.
- C. p. tucumanus: zuidelijk Bolivia en noordwestelijk Argentinië.
- C. p. platensis: centraal en oostelijk Argentinië.
- C. p. hornensis: centraal en zuidelijk Chili, zuidelijk Argentinië.
- C. p. falklandicus: Falklandeilanden.